# Comté de Bent
Pour les articles homonymes, voir Bent.
Le comté de Bent est un comté du Colorado. Son siège est la ville de Las Animas, la seule municipalité du comté.
Créé en 1870, le comté doit son nom aux frères Bent, qui y fondèrent le Fort Bent en 1828.

## Démographie
| 1870 | 1880  | 1890  | 1900  | 1910  | 1920  |
| ---- | ----- | ----- | ----- | ----- | ----- |
| 592  | 1 654 | 1 313 | 3 049 | 5 043 | 9 705 |

| 1930  | 1940  | 1950  | 1960  | 1970  | 1980  |
| ----- | ----- | ----- | ----- | ----- | ----- |
| 9 134 | 9 653 | 8 775 | 7 419 | 6 493 | 5 945 |

| 1990  | 2000  | 2010  | - | - | - |
| ----- | ----- | ----- | - | - | - |
| 5 048 | 5 998 | 6 499 | - | - | - |